# Örträsk
För Örträsk i Norsjö kommun, se Örträsk, Norsjö kommun. För andra betydelser, se Örträsket.
Örträsk är en ort i Örträsks distrikt i Lycksele kommun, Västerbottens län (Lappland) och kyrkbyn i det som en gång var Örträsks socken. Orten är belägen väster och öster om Örträsksjön (Öreälven), där den östra har avgränsats till en småort, före 2015 benämnd Östra Örträsk, och den västra till 2015 avgränsades till en separat småort benämnd Västra Örträsk.

## Lappmarkens första nybyggare

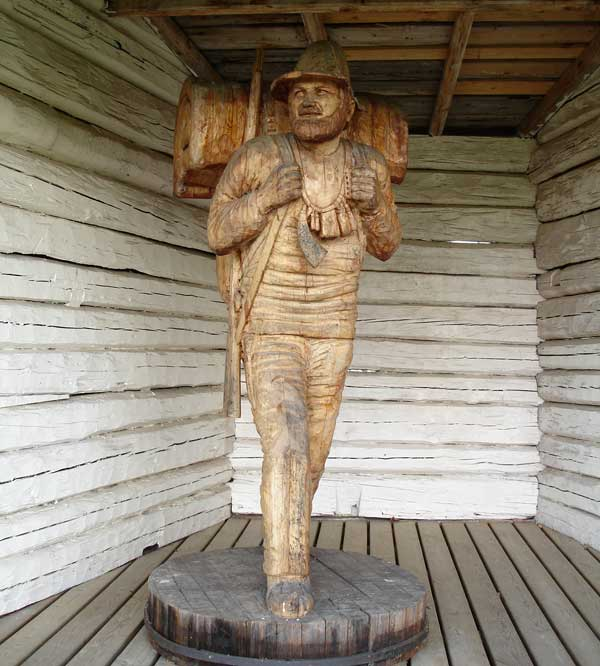
Staty av Johan Philipsson Hilduinen vid Örträsks hembygdsgård.

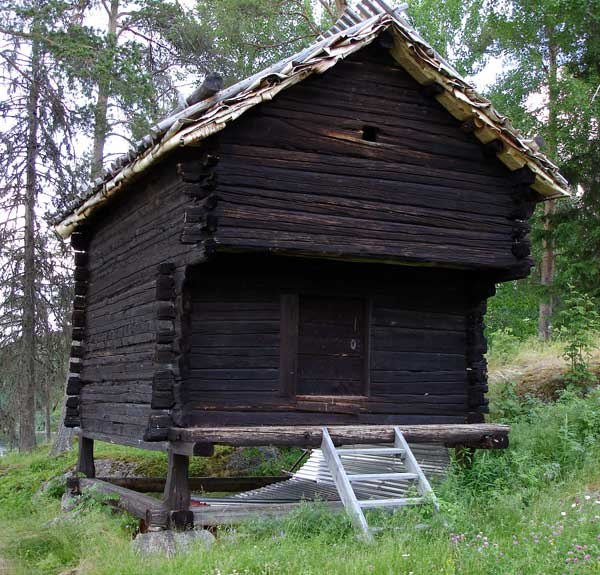
"Hilduinens härbre" vid hembygdsgården i Örträsk.

Örträsk anses vara det första nybygget i Lappmarken söder om Jokkmokk. Det var finnen Johan Philipsson, vanligen kallad Hilduinen, som slog sig ned här. Han finns som trästaty på Örträsks hembygdsgård. Det exakta årtalet för nybyggets etablering är okänd, men hembygdsforskaren Ossian Egerbladh menar att det troligaste är att Johan Philipsson högg ett svedjeland vid Örträsksjön på försommaren 1676, sådde det 1677 och sedan flyttade dit 1678. Detta styrks av tingsprotokoll från 1681, där det sägs om Johan Philipsson att han var "hitkommen för tre år sedan". År 1693 skattlades det första nybygget i Örträsk efter 15 års frihet, vilket var första gången som en nybyggare betalade skatt inom Lycksele lappmark. Innehavare var då Johan Philipssons son Samuel. Före 1690-talets utgång satt även de tre andra barnen (Margareta, Erik och Johan) på varsin gård vid Örträsksjön.
Efter undersökning med dendrokronologiska metoder har Skogsmuseet i Lycksele konstaterat att härbret som finns på hembygdsområdet är tillverkat av timmer som höggs 1684. Det innebär att byggnaden är den äldsta kända i södra Lappland.
Örträsk anlades på lappskattelandet Mårdberg, som under 1680- och 1690-talen innehades av samen Erik Persson. I tingsprotokoll finns många bevis på att samvaron mellan landinnehavaren och Örträskfinnarna var konfliktfylld. Bland annat förbjöd tingsrätten 1684 Erik Persson att göra intrång på Johan Philipssons inrymda skog och fiskevatten, och två år senare utfärdades ett likalydande förbud för båda parter. År 1690 utsåg tingsrätten synemän som skulle besiktiga parternas skog och fiskevatten och skifta dessa på bästa sätt, men det finns inga belägg för att någon sådan syn verkligen ägde rum. År 1694 drog Erik Persson en av Johan Philipssons söner, Johan Johansson, inför rätta för att han tänt ett svedjeland och skadat renbetet. Johan Johansson erkände och dömdes till böter.

### Johan Philipssons namn och härkomst
I samtida källor har Johan Philipsson inget tillnamn, men han har ändå blivit känd under namnet Hiltunen eller Hilduinen. Detta går tillbaka på en marginalanteckning i Lycksele församlings husförhörsbok omkring 1790 samt prosten Sundelins släktutredning av år 1849, då Johan Philipsson hade varit död i mer än 150 år. Trots det långa tidsglappet ansåg både Egerbladh och andra att Johan Philipsson verkligen hette Hilduinen. Egerbladh härledde därför hans ursprung till Kuusamo socken i Kemi lappmark, där det finns en liten by med namnen Hiltunen.
Det finns emellertid frågetecken angående Johan Philipssons bakgrund. I ovannämnda husförhörslängd står att han var från Kime. Det skulle kunna syfta på Kemi socken (som ursprungligen omfattade även Kemi lappmark), men också på Kymmene i södra Karelen. Johan Philipsson tycks dock inte ha kommit till Örträsk direkt från Finland utan från Mellansverige. I ett vittnesmål som protokollfördes i Nordmalings dombok 1764 nämnde nämligen Erik Samuelsson, sonson till Johan Philipsson i Örträsk, att hans far Samuel var född i Falun. Samuels Johanssons födelseår är inte känt men bör ha inträffat i mitten av 1600-talet. År 1673 eller 1674 omnämns en Johan Philipsson som kolare vid Ljusne bruk i Söderala socken. Denne har ansetts vara identisk med Örträsks grundare dels för att fadersnamnet är mindre vanligt, dels för att han i källorna uppgavs vara från Kymi.
Släktforskaren Anette Norberg har i en utredning med hjälp av DNA-teknik lyckats härleda Johan Philipsson Hilduinens härkomst till Rantasalmi i Södra Savolax i Finland men exakt var han är född är osäkert. Hans far var 1612 nybyggare i Hyrynsalmi öster om Pudasjärvi så det är enligt Norberg den mest troliga födelseplatsen.

### Örträskfinnarna
De tidiga bosättarna i Örträskbygden var, i stor utsträckning, äkta finnar. Ossian Egerbladh nämner i inledningen av sin bok om Örträsk bland annat följande personer med finsk härkomst i byn i slutet av 1600-talet och i början av 1700-talet.
- Johan Philipsson med familj, som var finnar, kom till Örträsk 1678.
- Mårten Hindersson, finne, flyttade till Örträsk omkring 1680.
- Håkan Ersson, finne, kom till byn 1706.
- Erik Ersson, bror till Håkan, bodde något enstaka år i byn.
- Lars Olofsson, finne, kom till byn 1706.
- Påhl Pehrsson, finne, bodde i Örträsk 1702-1704.

Egerbladh skriver att det under den här tiden var mycket stor invandring från Finland till Sverige och att det tycks ha funnits flera anledningar, ibland var det krig, ibland förtryck eller svält, ibland överbefolkning. I vilket fall så är det belagt att en stor del av de tidiga nybyggarna i Örträsk hade finsk härkomst, och Örträskfinnarnas avkomlingar har överlag spelat en stor roll i kolonisationen av lappmarken. Antalet avkomlingar vid 1800-talets mitt beräknas uppgå till omkring 4000.

### Befolkningsutveckling
| Befolkningsutvecklingen i Örträsk/Östra Örträsk 1950–2015                                                        | Befolkningsutvecklingen i Örträsk/Östra Örträsk 1950–2015 | Befolkningsutvecklingen i Örträsk/Östra Örträsk 1950–2015 | Befolkningsutvecklingen i Örträsk/Östra Örträsk 1950–2015 | Befolkningsutvecklingen i Örträsk/Östra Örträsk 1950–2015 |
| --- | --------------------------------------------------------- | --------------------------------------------------------- | --------------------------------------------------------- | --------------------------------------------------------- |
| |                                                           |                                                           |                                                           |                                                           |
| År |                                                           |                                                           | Folkmängd                                                 | Areal (ha)                                                |
| 1950 | 1950                                                      |                                                           | 256                                                       |                                                           |
| 1960 | 1960                                                      |                                                           | 375                                                       |                                                           |
| 1965 | 1965                                                      |                                                           | 323                                                       |                                                           |
| 1970 | 1970                                                      |                                                           | 301                                                       |                                                           |
| 1975 | 1975                                                      |                                                           | 241                                                       |                                                           |
| 1980 | 1980                                                      |                                                           | 229                                                       |                                                           |
| 1990 | 1990                                                      |                                                           | 139                                                       | 30#                                                       |
| 1995 | 1995                                                      |                                                           | 163                                                       | 103#                                                      |
| 2000 | 2000                                                      |                                                           | 148                                                       | 103#                                                      |
| 2005 | 2005                                                      |                                                           | 129                                                       | 103#                                                      |
| 2010 | 2010                                                      |                                                           | 111                                                       | 102#                                                      |
| 2015 | 2015                                                      |                                                           | 84                                                        | 65#                                                       |
| Anm.: Upphörde som tätort 1990. Statistik från 1990 gäller den ytan mindre småorten Östra Örträsk. # Som småort. |                                                           |                                                           |                                                           |                                                           |

## Samhället
I Örträsk finns det i dagsläget två matvaruaffärer, två verkstäder, en förskola, en restaurang, ett äldreboende och flera skogsföretag.
Den vita träkyrkan blev färdigbyggd 1849. 
Byn är av riksintresse för kulturmiljövården.

## Evenemang
Varje sommar anordnas här, i samband med hembygdsdagarna, Örträsksjön Runt, en löpartävling som ingår i Västerbottens Friidrottsförbunds Grand Prix i löpning. 
Varje vinter anordnas Öreälvsloppet på skidor som bland annat Per Elofsson har deltagit i.

## Personer från orten
Harald Eriksson, "Sme-Harald", är född och uppväxt i Örträsk. Han tog en silvermedalj i 50 km längdskidor vid vinter-OS 1948.